# 非键轨道
在分子轨道理论中，能级与原子轨道能级相等的分子轨道叫非键轨道。成键轨道与反键轨道成对出现，其余的都为非键轨道。